# Skin Deep – Männer haben’s auch nicht leicht
Skin Deep – Männer haben’s auch nicht leicht ist eine erotisch angehauchte US-amerikanische Filmkomödie von Blake Edwards aus dem Jahr 1989 mit John Ritter in der Hauptrolle.

## Handlung
Der kalifornische Schriftsteller Zach Hutton steckt mitten in einer Midlifecrisis. Sein letzter Bucherfolg liegt schon lange zurück und seit einiger Zeit hadert er mit einer Schreibblockade. Zudem ist Hutton ein ziemlicher Hallodri und Schürzenjäger, der mit nahezu jeder Frau, der er begegnet, ein intimes Verhältnis anfängt. Als er bei einem solchen Tête-à-tête von einer weiteren Liebschaft überrascht und mit Waffengewalt bedroht wird, stößt auch noch Zachs Ehefrau Alex dazu, welche die Libido ihres Mannes kennt. Alex setzt Zach daraufhin vor die Tür und trennt sich endgültig von ihm.
Nach der Scheidung verkommt Zach zu einem Wrack. Seine einzigen Fixpunkte bilden nun sein bester Kumpel Jake, sein Freund Barney (Barkeeper) sowie sein Psychiater Dr. Westford. Diese bemühen sich, den Geknickten wieder aufzurichten, was aber stets an Zachs linkischem Verhalten scheitert, das diesen zudem mehrfach in peinliche Situationen bringt.
Huttons einziger Lebenszweck scheint allerdings darin zu bestehen, seine Ex-Frau zurückzugewinnen, was jedoch fast immer von Alex’ Mutter Marge verhindert wird, die mit Zach verfeindet ist. Andererseits kann Zach aber nicht von den Frauen lassen. Doch ob Rocker-Gattin Amy, die cholerische Pyromanin Molly oder Bodybuilderin Lonnie – Zach stolpert entweder über seine eigene Tollpatschigkeit, die matriarchalische Dominanz seines weiblichen Gegenübers, oder er scheitert daran, dass er Alex nicht vergessen kann.
Zach will seine Frau zur Rede stellen und spürt sie nach etlichen Querelen in einem entlegenen Hotel auf, wo sie gerade dabei ist, ihren neuen Freund zu heiraten. Zachs gesamter Bekanntenkreis ist ebenfalls anwesend, nur er wurde (absichtlich) vergessen. Doch durch Zachs Erscheinen platzt die Hochzeit und er zieht sich in ein Strandhaus am Pazifik zurück, wo er zu guter Letzt den Grund für all seine Probleme erkennt. Darüber fängt er endlich wieder an zu schreiben und bringt schließlich einen neuen Bestseller heraus.
Dadurch beflügelt wird Zach auch endlich sesshaft und treu; Alex und er nähern sich wieder an und finden erneut zusammen.

## Kritiken
film-dienst: Temporeich inszenierte und rasant montierte, frivole Geschlechterkomödie mit einem guten Hauptdarsteller, perfektem Timing und einigen überraschenden Gags.

## Wissenswertes
- Nina Foch, die Zachs Schwiegermutter Marge verkörpert, war im wahren Leben John Ritters Schauspiellehrerin.
- Die bekannteste Szene des Films ist der sogenannte Tanz der Leuchtkondome, bei dem vor einem schwarzen Hintergrund (dunkles Schlafzimmer) die Schauspieler John Ritter und Bryan Genesse agieren, die lediglich durch ihre übergezogenen phosphoreszierenden Kondome zu erkennen sind.